# Pleurotomella hadria
Pleurotomella hadria é uma espécie de gastrópode do gênero Pleurotomella, pertencente a família Raphitomidae.